# (473045) 2015 HM81
(473045) 2015 HM81 es un asteroide perteneciente al cinturón de asteroides, descubierto el 10 de marzo de 2005 por el equipo del Mount Lemmon Survey desde el Observatorio del Monte Lemmon, Arizona, Estados Unidos.

## Designación y nombre
Designado provisionalmente como 2015 HM81.

## Características orbitales
2015 HM81 está situado a una distancia media del Sol de 2,838 ua, pudiendo alejarse hasta 3,044 ua y acercarse hasta 2,631 ua. Su excentricidad es 0,072 y la inclinación orbital 2,433 grados. Emplea 1746 días en completar una órbita alrededor del Sol.

## Características físicas
La magnitud absoluta de 2015 HM81 es 16,8.